# کن (اسلام)
کن (انگلیسی: Kun)، به هستی درآوردن‏.
و اشارهٔ به سرعت اجابت ممکنات است که وقتی حق تعالی اراده کرد به وجود ممکنی از ممکنات بمحض اراده آن شیئی مراد موجود می‌گردد، زیرا که در موقع آفرینش لفظ معنی ندارد و لفظ «فیکون» سرعت اجابت و قبول ممکن را می‌رساند

## امر تکوینی
مقصود از لفظ کن همان امر تکوینی است، فیکون اجابت تکوینی است.

## کن
«کن» در آیه‏ «إِنَّما قَوْلُنا لِشَیْءٍ إِذا أَرَدْناهُ أَنْ نَقُولَ لَهُ کُنْ فَیَکُونُ‏» (سوره نحل آیه ۴۰) یعنی جز این نیست که هرچه را خواهیم گوئیم «باش» پس می‌شود و در سوره غافر آیه ۶۸ می‌فرماید «فَإِذا قَضی أَمْراً فَإِنَّما یَقُولُ لَهُ کُنْ فَیَکُونُ‏» چون قرار دهد امری را می‌گوید بشو پس می‌شود.

## مقام کن
«اخوان تجرید» در «مقام کن» می‌توانند هر نوع صورتی را که بخواهند ایجاد کنند.